# Drepanosticta belyshevi
Drepanosticta belyshevi – gatunek ważki z rodziny Platystictidae. Występuje endemicznie na Filipinach.